# Pixa
Tóth Dániel György, azaz Pixa (Székesfehérvár, 1982. december 27.) DJ, producer, dalszerző, MC, hangmérnök, informatikus, újságíró, kommunikációs tanácsadó, kulturális nagykövet.

## Élete
6 éves kora óta zenél. Tinédzser kora óta a hangtechnikai és stúdiótechnikai tevékenységek is foglalkoztatják, később végzett informatikus szakot, és hangmérnökként a produceri munkáiban is kamatoztatja audio-vizuális tehetségét.
Több mint 200 ezren követik a youtube-on és több mint 100 milliós összmegtekintéssel Magyarország legnépszerűbb dj/előadó/producere. Sok reklámzene és auditív arculat szerzője (Takarékbank, Sportklub, RtlGold, M1)
Klipjeiben gyakran feltűnnek közreműködők, pl: Wellhello, Fluor, Kis Grófo, az Ak26-ból ismert Hiro, ByeAlex, Horváth Tamás, Nótár Mary, Valmarduo, T.Danny vagy éppen Rostás Szabika.

## Zenei pályafutása

### Producerként
2011 -ben Fluor Tomival együtt készítették el a Mizu című első hazai internetes vírus slágert, évekig kizárólagos zenei producerként tevékenykedett Fluor Tomi és SP albumain Viva Comet, Bravo otto és Fonogram díjas lemezein.
2003-ban megnyitja első stúdióját és alkotóműhelyét ahol szinte mindenki megfordult az akkori hiphop és alternatív pop világából.
2004-től napjainkig között producerként, előadóként valamint hangmérnökként együtt dolgozott a magyar rapszcéna nagyjából összes kiemelkedő produkciójával a Punnany Massiftól kezdve a Hősökön át Siska Finuccsiig. A magyar előadók közül a Wellhello Apuveddmeg, a Halott Pénz Valami van a levegőben című dalához készített remixet, és megnyerte a Steve Aoki által alapított Dimmaknál meghirdetett Uberjak’d nemzetközi remixversenyt.
2013-ban a Petőfi rádió felkérésére elkészíti DJ Fresh és Rita Ora "Hot right now" című slágerének szimfonikus feldolgozását Radics Gigi közreműködésével.
2007 – 2009 között saját hiphop rádióműsort vezet és szerkeszt a Hősök együttes oszlopos tagjával Ecküvel, akivel korábban együtt végeztek mint újságírók.
2008-2013 között a dalszerzés mellett MC-ként fellépett a Nobody Moves-zal Európa több országában és Ázsiában, produceri munkákra hívták már Kanadába és az USA-ba, és olyan kiadók szerződtetik, mint a Sony Music Entertainment, a Universal Music Groupvagy az Interscope Records.
2014-ben dalt írt és klipet forgatott Snoop Dogg-gal, ami a Say say say címet kapta

### Dj és előadóként
2015-ös nyár gigaslágerét ő szerezte és előadóként adja elő a Bulibárócímet viselő Kis Grófo közreműködésével.
2016-ban a Wellhello-val közösen feldolgozzák a Balatoni nyár című KFT dalt, ami a Strand fesztivál hivatalos himnusza lett.
2016-tól az egykori Music fm rádió dj csapatát erősítette hetente kétszer egészen a rádió 2019-es megszűnéséig.
2017-ben elkészítette a Hajadismijen című videóklipet.
2018-ban elkészítette az ugyancsak megosztó After című videóklipet, majd Hiro közreműködésével a nagysikerű Paparazzit még ugyanabban az évben, a két klip több mint 20 milliós megtekintésig jutott.
Eddigi élete során több mint 2000 dalt, illetve instrumentális művet írt.
Édesanyja óvónő, édesapja kohómérnök.
Absztinens életet él.
Angolul folyékonyan beszél.

## Díjai
- 2009 – VIVA Comet – Legjobb férfi előadó (Sp) (producer Pixa)
- 2009 – VIVA Comet – Legjobb új előadó (Sp) (producer Pixa)
- 2009 – BRAVO OTTO – A legjobb magyar klip (Sp – Állj meg) (producer Pixa)
- 2010 – Fonogram díj – Az év hazai felfedezettje (Sp) (producer Pixa)
- 2010 – BRAVO OTTO – A legjobb magyar klip (Sp – Kép Maradsz) (producer Pixa)
- 2010 – VIVA Comet – Legjobb videóklip (Kép maradsz) (jelölés) (producer Pixa)
- 2011 – BRAVO OTTO – A legjobb magyar klip (Nevem SP) (jelölés) (producer Pixa)
- 2011 :Bravo Otto-Az év felfedezettje (Fluor) (producer Pixa)
- 2011: Bravo Otto-Az év videóklipje (Mizu) (Fluor) (producer Pixa)
- 2011: Viva Comet-Legjobb új előadó (Fluor) (producer Pixa)
- 2016: Fonogram díj: Legjobb mulatós dal: Pixa, Kis Grófo – Bulibáró (Producer/előadó Pixa)